# Tudor Cristian Jurgiu
Tudor Cristian Jurgiu (n. 1984, Mediaș, județul Sibiu) este un regizor și scenarist de film român. Este trainer la LGD în cadrul TIFF de 9 ani.

## Filmografie
- 2009: Nunta lui Oli - Film de scurt metraj
- 2013: În acvariu - Film de scurt metraj
- 2013: Câinele japonez  - Lung metraj

## Premii și distincții
- Gopo pentru cel mai bun film de scurt metraj în 2010 pentru  Nunta lui Oli
- Premiul pentru cel mai bun regizor aflat la primul sau al doilea lungmetraj - pentru Câinele japonez, Festivalul International de Film de la Varșovia din 2013[2]